# بوبي أبريل
بوبي أبريل (بالإنجليزية: Bobby April)‏ هو لاعب كرة قدم أمريكية أمريكي، ولد في 15 أبريل 1953 في نيو أورلينز في الولايات المتحدة.